# Despensero
El despensero era un Superintendente del gobierno económico de la Casa Real y subordinado al Mayordomo mayor.
Posteriormente, se llamó veedor de vianda pero antiguamente era empleo de mayor jurisdicción y que debían servir sujetos de carácter muy distinguido. El Rey Alfonso X tuvo por su despensero a Gonzalo Martínez de Oviedo, Maestre de Alcántara, tan célebre por su privanza, como por su desgraciada muerte: Crónica de este Rey, cap. 181. Gonzalo Fernández de Oviedo en su libro Mss. de la Cámara Real del Príncipe D. Juan, nos describe el oficio de Despensero en los términos siguientes:
Oficio es grande, e muy principal en la Casa Real. Señala los títulos de los oficios, é libra las raciones de la despensa, que se dan en dineros; é con su autoridad é libramiento se dan las raciones ordinarias ú los que las tienen de aver.
Además de esto tenía a su cargo el hacer las provisiones necesarias para el consumo de la Casa Real como se infiere de la Pet. 31 de las Cortes de Valladolid, año 1442, por la cual se providencia, que los Despenseros no compren cosa alguna para revender bajo pretexto de que es para servicio del Rey.
Entre sus funciones se encontraban la de comprar y recaudar todas las viandas que se necesitaban para casa de su señor y las tenía que partir y dar también las que se daban en palacio como las que se daban por raciones. El despensero tenía que dar a los oficiales todo lo que han de depender cada uno en su oficio y recaudar los recibos de los oficiales de las viandas que recibían y él también daba recibo de todo y tenía que recaudar dinero para su oficio a los oficiales por lo que era un cargo de mucho poder en casa del señor.

## Funciones
Los despenseros también servían en instituciones donde se ofrecía manutención como los hospitales militares. De su trabajo en ellos podemos extraer sus funciones principales.
- Tener en la despensa distinguidos bien arreglados y en la mejor forma pan, vino, bizcochos, huevos, y demás víveres y géneros que sean de su cargo así para acudir a su conservación como para usarlos con prontitud y desembarazo en las distribuciones que diariamente se hacen.
- Al amanecer disponer que se pongan en las marmitas las raciones de carne y preparen las aves de las dietas. Después, recoger las papeletas o resúmenes que le entregaren los sujetos que estuvieran encargados de las distribuciones para aprontar el pan, vino, bizcochos, huevos y todo lo demás que pertenezca a las raciones, medias raciones y dietas de todas clases que se hubieren recetado en cada cuadra sin que se experimentara falta alguna.
- A las dos de la tarde, practicar lo mismo para que se pudiera dar la cena, teniendo particular cuidado en la legalidad del peso de cada género y que fuera de buena calidad a cuyo efecto debe reconocer diariamente los víveres y dar parte al superior para extraer de la despensa los que no fueren a propósito y reemplazarlos con otros de buena calidad.
- Procurar que no falte en las ollas y marmitas carne alguna añadiendo con tiempo para sustancia de los caldos las aves pertenecientes de suerte que por ningún motivo haya en las ollas y marmitas la menor diferencia en la cantidad de carne y gallina, que debiere haber para manutención de los oficiales y soldados enfermos. No repartir la carne y aves para las ollas, ni los demás víveres sin que el superior examinara la calidad y averiguara la legalidad del peso a cuyo fin debe avisarle antes de ejecutarlo y mostrar la despensa sin reservar ni ocultarle género alguno para que precediendo su aprobación, no se ofrezca el menor reparo y con seguridad se pueden suministrar.
- Asimismo procurar que la carne esté bien cocida y que los caldos estén bien hechos, previniendo al cocinero el cuidado que debe tener en este particular para que no se experimente falta en aquellas horas en que se deben repartir a los enfermos.
- Al anochecer, después de haberse dado la cena y repartido el aceite para las lámparas formará un estado general de todas las clases de raciones que en aquel día se hubieren recetado y de los víveres que para ellas suministró y entregarlo al superior para su conocimiento.

El despensero no salía de la despensa hasta que se hayan hecho las distribuciones sea por la mañana o por la tarde.